# Composició política dels Consells Comarcals de Catalunya (1991-1995)
Després de les eleccions municipals de 1991, els Consells comarcals de Catalunya van ser formades amb els següents consellers i partits polítics:
| Composició política dels Consells Comarcals de Catalunya (1991-1995) | Composició política dels Consells Comarcals de Catalunya (1991-1995) | Composició política dels Consells Comarcals de Catalunya (1991-1995) | Composició política dels Consells Comarcals de Catalunya (1991-1995) | Composició política dels Consells Comarcals de Catalunya (1991-1995) | Composició política dels Consells Comarcals de Catalunya (1991-1995) |
| -------------------------------------------------------------------- | -------------------------------------------------------------------- | -------------------------------------------------------------------- | -------------------------------------------------------------------- | -------------------------------------------------------------------- | -------------------------------------------------------------------- |
| Comarca                                                              | Partit                                                               | Vots                                                                 | %                                                                    | Consellers                                                           | +/–                                                                  |
| Alt Camp                                                             | Convergència i Unió                                                  | 8.330                                                                | 45,59                                                                | 12 / 19                                                              | 2                                                                    |
| Alt Camp                                                             | Partit dels Socialistes de Catalunya                                 | 5.560                                                                | 30,43                                                                | 4 / 19                                                               | 1                                                                    |
| Alt Camp                                                             | Agrupacions d'Electors Associades                                    | 1.521                                                                | 8,32                                                                 | 2 / 19                                                               | Nou                                                                  |
| Alt Camp                                                             | Unió Independents - Conca de Barberà                                 | 821                                                                  | 4,49                                                                 | 1 / 19                                                               | Nou                                                                  |
| Alt Empordà                                                          | Convergència i Unió                                                  | 19.686                                                               | 45,27                                                                | 17 / 25                                                              | 1                                                                    |
| Alt Empordà                                                          | Partit dels Socialistes de Catalunya                                 | 11.363                                                               | 26,13                                                                | 7 / 25                                                               | =                                                                    |
| Alt Empordà                                                          | Esquerra Republicana de Catalunya                                    | 3.499                                                                | 8,05                                                                 | 1 / 25                                                               | Nou                                                                  |
| Alt Penedès                                                          | Convergència i Unió                                                  | 15.724                                                               | 40,86                                                                | 14 / 25                                                              | =                                                                    |
| Alt Penedès                                                          | Partit dels Socialistes de Catalunya                                 | 15.159                                                               | 39,39                                                                | 10 / 25                                                              | =                                                                    |
| Alt Penedès                                                          | Esquerra Republicana de Catalunya                                    | 2.559                                                                | 6,65                                                                 | 1 / 25                                                               | =                                                                    |
| Alt Urgell                                                           | Convergència i Unió                                                  | 3.907                                                                | 41,92                                                                | 11 / 19                                                              | =                                                                    |
| Alt Urgell                                                           | Partit dels Socialistes de Catalunya                                 | 3.307                                                                | 35,48                                                                | 4 / 19                                                               | =                                                                    |
| Alt Urgell                                                           | Progrés del Pirineu                                                  | 625                                                                  | 6,71                                                                 | 3 / 19                                                               | =                                                                    |
| Alt Urgell                                                           | Partit Popular                                                       | 789                                                                  | 8,46                                                                 | 1 / 19                                                               | =                                                                    |
| Alta Ribagorça                                                       | Convergència i Unió                                                  | 850                                                                  | 45,31                                                                | 9 / 19                                                               | =                                                                    |
| Alta Ribagorça                                                       | Partit dels Socialistes de Catalunya                                 | 829                                                                  | 44,19                                                                | 8 / 19                                                               | =                                                                    |
| Alta Ribagorça                                                       | Independents de la Vall de Boí                                       | 148                                                                  | 7,89                                                                 | 2 / 19                                                               | =                                                                    |
| Anoia                                                                | Convergència i Unió                                                  | 14.802                                                               | 35,67                                                                | 12 / 25                                                              | =                                                                    |
| Anoia                                                                | Partit dels Socialistes de Catalunya                                 | 14.867                                                               | 35,82                                                                | 9 / 25                                                               | 1                                                                    |
| Anoia                                                                | Agrupació d'Electors Independents de l'Anoia                         | 5.027                                                                | 12,11                                                                | 4 / 25                                                               | =                                                                    |
| Bages                                                                | Convergència i Unió                                                  | 30.829                                                               | 40,62                                                                | 18 / 33                                                              | 1                                                                    |
| Bages                                                                | Partit dels Socialistes de Catalunya                                 | 23.487                                                               | 30,95                                                                | 10 / 33                                                              | 2                                                                    |
| Bages                                                                | Associació d'Agrupacions d'Electors 3                                | 5.329                                                                | 7,02                                                                 | 4 / 33                                                               | Nou                                                                  |
| Bages                                                                | Associació d'Agrupacions d'Electors 2                                | 3.258                                                                | 4,29                                                                 | 1 / 33                                                               | Nou                                                                  |
| Baix Camp                                                            | Convergència i Unió                                                  | 23.385                                                               | 39,59                                                                | 21 / 33                                                              | 1                                                                    |
| Baix Camp                                                            | Partit dels Socialistes de Catalunya                                 | 21.635                                                               | 36,62                                                                | 10 / 33                                                              | =                                                                    |
| Baix Camp                                                            | Partit Popular                                                       | 4.055                                                                | 6,86                                                                 | 1 / 33                                                               | 1                                                                    |
| Baix Camp                                                            | Esquerra Republicana de Catalunya                                    | 3.371                                                                | 5,71                                                                 | 1 / 33                                                               | =                                                                    |
| Baix Ebre                                                            | Convergència i Unió                                                  | 13.216                                                               | 36,51                                                                | 12 / 25                                                              | 2                                                                    |
| Baix Ebre                                                            | Partit dels Socialistes de Catalunya                                 | 8.662                                                                | 23,93                                                                | 8 / 25                                                               | =                                                                    |
| Baix Ebre                                                            | Partit Popular                                                       | 6.241                                                                | 17,24                                                                | 4 / 25                                                               | =                                                                    |
| Baix Ebre                                                            | Agrupació d'Electors Independents per l'Aldea                        | 1.524                                                                | 4,21                                                                 | 1 / 25                                                               | Nou                                                                  |
| Baix Empordà                                                         | Convergència i Unió                                                  | 21.038                                                               | 46,86                                                                | 17 / 25                                                              | 1                                                                    |
| Baix Empordà                                                         | Partit dels Socialistes de Catalunya                                 | 13.991                                                               | 31,16                                                                | 7 / 25                                                               | 2                                                                    |
| Baix Empordà                                                         | Unitat i Progrés Municipal                                           | 1.659                                                                | 3,70                                                                 | 1 / 25                                                               | 1                                                                    |
| Baix Llobregat                                                       | Partit dels Socialistes de Catalunya                                 | 109.042                                                              | 44,41                                                                | 19 / 39                                                              | 1                                                                    |
| Baix Llobregat                                                       | Convergència i Unió                                                  | 53.969                                                               | 21,98                                                                | 12 / 39                                                              | 1                                                                    |
| Baix Llobregat                                                       | Iniciativa per Catalunya                                             | 49.043                                                               | 19,98                                                                | 7 / 39                                                               | 2                                                                    |
| Baix Llobregat                                                       | Partit Popular                                                       | 11.248                                                               | 4,58                                                                 | 1 / 39                                                               | Nou                                                                  |
| Baix Penedès                                                         | Convergència i Unió                                                  | 9.091                                                                | 47,03                                                                | 10 / 19                                                              | =                                                                    |
| Baix Penedès                                                         | Partit dels Socialistes de Catalunya                                 | 7.244                                                                | 37,48                                                                | 7 / 19                                                               | 2                                                                    |
| Baix Penedès                                                         | Unió Independents Baix Penedès                                       | 1.763                                                                | 9,12                                                                 | 2 / 19                                                               | Nou                                                                  |
| Barcelonès                                                           | Partit dels Socialistes de Catalunya                                 | 449.336                                                              | 44,56                                                                | 21 / 39                                                              | 1                                                                    |
| Barcelonès                                                           | Convergència i Unió                                                  | 295.019                                                              | 29,26                                                                | 10 / 39                                                              | 1                                                                    |
| Barcelonès                                                           | Iniciativa per Catalunya                                             | 100.631                                                              | 9,98                                                                 | 6 / 39                                                               | 1                                                                    |
| Barcelonès                                                           | Partit Popular                                                       | 90.617                                                               | 8,99                                                                 | 2 / 39                                                               | 1                                                                    |
| Berguedà                                                             | Convergència i Unió                                                  | 11.199                                                               | 49,79                                                                | 12 / 19                                                              | =                                                                    |
| Berguedà                                                             | Progrés del Berguedà                                                 | 4.383                                                                | 19,49                                                                | 4 / 19                                                               | =                                                                    |
| Berguedà                                                             | Associació d'Agrupacions d'Electors                                  | 3.486                                                                | 15,50                                                                | 3 / 19                                                               | =                                                                    |
| Cerdanya                                                             | Convergència i Unió                                                  | 3.183                                                                | 46,04                                                                | 13 / 19                                                              | 2                                                                    |
| Cerdanya                                                             | Partit dels Socialistes de Catalunya                                 | 1.293                                                                | 18,70                                                                | 2 / 19                                                               | =                                                                    |
| Cerdanya                                                             | Esquerra Republicana de Catalunya                                    | 939                                                                  | 13,58                                                                | 2 / 19                                                               | 1                                                                    |
| Cerdanya                                                             | Progrés del Pirineu                                                  | 555                                                                  | 8,03                                                                 | 2 / 19                                                               | Nou                                                                  |
| Conca de Barberà                                                     | Convergència i Unió                                                  | 4.037                                                                | 37,70                                                                | 9 / 19                                                               | 4                                                                    |
| Conca de Barberà                                                     | Unió Independents - Conca de Barberà                                 | 2.842                                                                | 26,54                                                                | 8 / 19                                                               | Nou                                                                  |
| Conca de Barberà                                                     | Partit dels Socialistes de Catalunya                                 | 1.025                                                                | 9,57                                                                 | 1 / 19                                                               | 2                                                                    |
| Conca de Barberà                                                     | Partit Popular                                                       | 791                                                                  | 7,39                                                                 | 1 / 19                                                               | Nou                                                                  |
| Garraf                                                               | Partit dels Socialistes de Catalunya                                 | 14.112                                                               | 38,20                                                                | 10 / 25                                                              | 1                                                                    |
| Garraf                                                               | Convergència i Unió                                                  | 10.494                                                               | 28,41                                                                | 7 / 25                                                               | 1                                                                    |
| Garraf                                                               | Associació d'Agrupacions d'Electors 5                                | 1.540                                                                | 4,17                                                                 | 4 / 25                                                               | Nou                                                                  |
| Garraf                                                               | Iniciativa per Catalunya                                             | 3.127                                                                | 8,46                                                                 | 2 / 25                                                               | 1                                                                    |
| Garraf                                                               | Unitat Municipal-9                                                   | 2.204                                                                | 5,97                                                                 | 2 / 25                                                               | Nou                                                                  |
| Garrigues                                                            | Convergència i Unió                                                  | 5.440                                                                | 49,30                                                                | 14 / 19                                                              | 1                                                                    |
| Garrigues                                                            | Partit dels Socialistes de Catalunya                                 | 2.801                                                                | 25,39                                                                | 4 / 19                                                               | 1                                                                    |
| Garrigues                                                            | Esquerra Republicana de Catalunya                                    | 1.091                                                                | 9,89                                                                 | 1 / 19                                                               | =                                                                    |
| Garrotxa                                                             | Convergència i Unió                                                  | 13.305                                                               | 55,18                                                                | 14 / 19                                                              | 1                                                                    |
| Garrotxa                                                             | Partit dels Socialistes de Catalunya                                 | 4.128                                                                | 17,12                                                                | 2 / 19                                                               | Nou                                                                  |
| Garrotxa                                                             | Associació d'Agrupacions d'Electorals la Garrotxa                    | 1.790                                                                | 7,42                                                                 | 2 / 19                                                               | 1                                                                    |
| Garrotxa                                                             | Unió Independent per Besalú                                          | 1.029                                                                | 4,27                                                                 | 1 / 19                                                               | Nou                                                                  |
| Gironès                                                              | Convergència i Unió                                                  | 22.295                                                               | 38,90                                                                | 21 / 33                                                              | 1                                                                    |
| Gironès                                                              | Partit dels Socialistes de Catalunya                                 | 21.926                                                               | 38,25                                                                | 10 / 33                                                              | 1                                                                    |
| Gironès                                                              | Esquerra Republicana de Catalunya                                    | 3.470                                                                | 6,05                                                                 | 1 / 33                                                               | Nou                                                                  |
| Gironès                                                              | Partit Popular                                                       | 2.553                                                                | 4,45                                                                 | 1 / 33                                                               | Nou                                                                  |
| Maresme                                                              | Convergència i Unió                                                  | 48.219                                                               | 36,15                                                                | 16 / 33                                                              | 1                                                                    |
| Maresme                                                              | Partit dels Socialistes de Catalunya                                 | 43.989                                                               | 32,98                                                                | 11 / 33                                                              | =                                                                    |
| Maresme                                                              | Partit Popular                                                       | 9.997                                                                | 7,49                                                                 | 2 / 33                                                               | 1                                                                    |
| Maresme                                                              | Agrupacions d'Electors Independents del Maresme                      | 5.296                                                                | 3,97                                                                 | 2 / 33                                                               | Nou                                                                  |
| Maresme                                                              | Iniciativa per Catalunya                                             | 9.090                                                                | 6,81                                                                 | 1 / 33                                                               | =                                                                    |
| Maresme                                                              | Esquerra Republicana de Catalunya                                    | 5.475                                                                | 4,10                                                                 | 1 / 33                                                               | Nou                                                                  |
| Montsià                                                              | Convergència i Unió                                                  | 10.289                                                               | 33,29                                                                | 9 / 25                                                               | 2                                                                    |
| Montsià                                                              | Partit dels Socialistes de Catalunya                                 | 9.244                                                                | 29,91                                                                | 8 / 25                                                               | 1                                                                    |
| Montsià                                                              | Iniciativa per Catalunya                                             | 4.119                                                                | 13,33                                                                | 3 / 25                                                               | =                                                                    |
| Montsià                                                              | Agrupacions d'Electors Independents del Montsià                      | 2.967                                                                | 9,60                                                                 | 2 / 25                                                               | Nou                                                                  |
| Montsià                                                              | Partit Popular                                                       | 2.626                                                                | 8,50                                                                 | 2 / 25                                                               | =                                                                    |
| Noguera                                                              | Convergència i Unió                                                  | 9.589                                                                | 45,01                                                                | 12 / 19                                                              | 1                                                                    |
| Noguera                                                              | Partit dels Socialistes de Catalunya                                 | 5.402                                                                | 25,36                                                                | 4 / 19                                                               | 1                                                                    |
| Noguera                                                              | Esquerra Republicana de Catalunya                                    | 2.378                                                                | 11,16                                                                | 1 / 19                                                               | Nou                                                                  |
| Noguera                                                              | Partit Popular                                                       | 1.552                                                                | 7,29                                                                 | 1 / 19                                                               | =                                                                    |
| Noguera                                                              | Independents, Progressistes i Nacionalistes                          | 1.245                                                                | 5,84                                                                 | 1 / 19                                                               | 3                                                                    |
| Osona                                                                | Convergència i Unió                                                  | 26.982                                                               | 47,43                                                                | 20 / 33                                                              | 3                                                                    |
| Osona                                                                | Independents pel Progrés Municipal d'Osona                           | 7.489                                                                | 13,16                                                                | 6 / 33                                                               | 1                                                                    |
| Osona                                                                | Esquerra Republicana de Catalunya                                    | 6.989                                                                | 12,29                                                                | 3 / 33                                                               | 1                                                                    |
| Osona                                                                | Partit dels Socialistes de Catalunya                                 | 6.636                                                                | 11,67                                                                | 2 / 33                                                               | Nou                                                                  |
| Osona                                                                | Candidatures independents                                            | 3.733                                                                | 6,56                                                                 | 2 / 33                                                               | Nou                                                                  |
| Pallars Jussà                                                        | Convergència i Unió                                                  | 3.205                                                                | 44,19                                                                | 13 / 19                                                              | 1                                                                    |
| Pallars Jussà                                                        | Partit dels Socialistes de Catalunya                                 | 2.328                                                                | 32,10                                                                | 5 / 19                                                               | 3                                                                    |
| Pallars Jussà                                                        | Partit Popular                                                       | 222                                                                  | 3,06                                                                 | 1 / 19                                                               | Nou                                                                  |
| Pallars Sobirà                                                       | Convergència i Unió                                                  | 1.655                                                                | 45,55                                                                | 10 / 19                                                              | 1                                                                    |
| Pallars Sobirà                                                       | Partit dels Socialistes de Catalunya                                 | 1.055                                                                | 29,04                                                                | 6 / 19                                                               | 1                                                                    |
| Pallars Sobirà                                                       | Electors Independents del Pallars Sobirà                             | 247                                                                  | 6,80                                                                 | 2 / 19                                                               | Nou                                                                  |
| Pallars Sobirà                                                       | Centre Democràtic i Social                                           | 266                                                                  | 7,32                                                                 | 1 / 19                                                               | =                                                                    |
| Pla d'Urgell                                                         | Convergència i Unió                                                  | 8.909                                                                | 51,81                                                                | 12 / 19                                                              | 2                                                                    |
| Pla d'Urgell                                                         | Partit dels Socialistes de Catalunya                                 | 2.775                                                                | 16,14                                                                | 3 / 19                                                               | 1                                                                    |
| Pla d'Urgell                                                         | Independents, Progressistes i Nacionalistes                          | 2.730                                                                | 15,88                                                                | 3 / 19                                                               | 2                                                                    |
| Pla d'Urgell                                                         | Partit Popular                                                       | 1.236                                                                | 7,19                                                                 | 1 / 19                                                               | =                                                                    |
| Pla de l'Estany                                                      | Convergència i Unió                                                  | 5.374                                                                | 50,29                                                                | 16 / 19                                                              | 1                                                                    |
| Pla de l'Estany                                                      | Plataforma Progressista de les Comarques Gironines                   | 2.769                                                                | 25,91                                                                | 3 / 19                                                               | 1                                                                    |
| Priorat                                                              | Convergència i Unió                                                  | 2.891                                                                | 49,96                                                                | 11 / 19                                                              | 2                                                                    |
| Priorat                                                              | Agrupacions d'Electors Associades                                    | 1.050                                                                | 18,14                                                                | 5 / 19                                                               | Nou                                                                  |
| Priorat                                                              | Partit dels Socialistes de Catalunya                                 | 1.124                                                                | 19,42                                                                | 3 / 19                                                               | 1                                                                    |
| Ribera d'Ebre                                                        | Convergència i Unió                                                  | 4.679                                                                | 34,64                                                                | 8 / 19                                                               | 1                                                                    |
| Ribera d'Ebre                                                        | Partit dels Socialistes de Catalunya                                 | 3.353                                                                | 24,82                                                                | 4 / 19                                                               | 1                                                                    |
| Ribera d'Ebre                                                        | Esquerra Catalana                                                    | 1.912                                                                | 14,16                                                                | 3 / 19                                                               | Nou                                                                  |
| Ribera d'Ebre                                                        | Partit Popular                                                       | 1.378                                                                | 10,20                                                                | 2 / 19                                                               | 1                                                                    |
| Ribera d'Ebre                                                        | Iniciativa per Catalunya                                             | 1.140                                                                | 8,44                                                                 | 1 / 19                                                               | Nou                                                                  |
| Ribera d'Ebre                                                        | Agrupacions d'Electors Associades                                    | 603                                                                  | 4,46                                                                 | 1 / 19                                                               | Nou                                                                  |
| Ripollès                                                             | Convergència i Unió                                                  | 7.391                                                                | 47,27                                                                | 14 / 19                                                              | 1                                                                    |
| Ripollès                                                             | Partit dels Socialistes de Catalunya                                 | 5.569                                                                | 35,61                                                                | 5 / 19                                                               | 2                                                                    |
| Segarra                                                              | Convergència i Unió                                                  | 5.468                                                                | 55,69                                                                | 16 / 19                                                              | 2                                                                    |
| Segarra                                                              | Partit dels Socialistes de Catalunya                                 | 1.270                                                                | 12,94                                                                | 2 / 19                                                               | Nou                                                                  |
| Segarra                                                              | Partit Popular                                                       | 802                                                                  | 8,17                                                                 | 1 / 19                                                               | Nou                                                                  |
| Segrià                                                               | Convergència i Unió                                                  | 24.852                                                               | 32,18                                                                | 16 / 33                                                              | 1                                                                    |
| Segrià                                                               | Partit dels Socialistes de Catalunya                                 | 33.883                                                               | 43,87                                                                | 15 / 33                                                              | 1                                                                    |
| Segrià                                                               | Partit Popular                                                       | 6.564                                                                | 8,50                                                                 | 2 / 33                                                               | =                                                                    |
| Selva                                                                | Convergència i Unió                                                  | 20.477                                                               | 42,57                                                                | 18 / 25                                                              | =                                                                    |
| Selva                                                                | Partit dels Socialistes de Catalunya                                 | 13.344                                                               | 27,74                                                                | 8 / 25                                                               | 2                                                                    |
| Selva                                                                | Independents de la Selva                                             | 4.627                                                                | 9,62                                                                 | 4 / 25                                                               | Nou                                                                  |
| Selva                                                                | Unitat Municipal de la Selva                                         | 3.038                                                                | 6,32                                                                 | 2 / 25                                                               | Nou                                                                  |
| Selva                                                                | Esquerra Republicana de Catalunya                                    | 2.187                                                                | 4,55                                                                 | 1 / 25                                                               | Nou                                                                  |
| Solsonès                                                             | Convergència i Unió                                                  | 3.297                                                                | 55,25                                                                | 15 / 19                                                              | 1                                                                    |
| Solsonès                                                             | Unió Municipal del Solsonès                                          | 780                                                                  | 13,07                                                                | 2 / 19                                                               | Nou                                                                  |
| Solsonès                                                             | Partit Popular                                                       | 626                                                                  | 10,49                                                                | 2 / 19                                                               | =                                                                    |
| Tarragonès                                                           | Convergència i Unió                                                  | 32.927                                                               | 43,71                                                                | 21 / 33                                                              | 1                                                                    |
| Tarragonès                                                           | Partit dels Socialistes de Catalunya                                 | 22.782                                                               | 30,24                                                                | 9 / 33                                                               | 1                                                                    |
| Tarragonès                                                           | Partit Popular                                                       | 5.879                                                                | 7,80                                                                 | 2 / 33                                                               | =                                                                    |
| Tarragonès                                                           | Esquerra Republicana de Catalunya                                    | 2.655                                                                | 3,52                                                                 | 1 / 33                                                               | Nou                                                                  |
| Terra Alta                                                           | Convergència i Unió                                                  | 3.687                                                                | 44,19                                                                | 10 / 19                                                              | =                                                                    |
| Terra Alta                                                           | Partit Popular                                                       | 1.990                                                                | 23,85                                                                | 4 / 19                                                               | 1                                                                    |
| Terra Alta                                                           | Unió per la Terra Alta                                               | 1.142                                                                | 13,69                                                                | 3 / 19                                                               | Nou                                                                  |
| Terra Alta                                                           | Partit dels Socialistes de Catalunya                                 | 1.127                                                                | 13,21                                                                | 2 / 19                                                               | =                                                                    |
| Urgell                                                               | Convergència i Unió                                                  | 8.479                                                                | 55,72                                                                | 15 / 19                                                              | 3                                                                    |
| Urgell                                                               | Partit dels Socialistes de Catalunya                                 | 3.112                                                                | 20,45                                                                | 3 / 19                                                               | =                                                                    |
| Urgell                                                               | Independents, Progressistes i Nacionalistes                          | 695                                                                  | 4,57                                                                 | 1 / 19                                                               | 1                                                                    |
| Vallès Occidental                                                    | Partit dels Socialistes de Catalunya                                 | 82.173                                                               | 32,26                                                                | 15 / 39                                                              | 1                                                                    |
| Vallès Occidental                                                    | Convergència i Unió                                                  | 64.259                                                               | 25,23                                                                | 14 / 39                                                              | 1                                                                    |
| Vallès Occidental                                                    | Iniciativa per Catalunya                                             | 61.066                                                               | 23,97                                                                | 8 / 39                                                               | 3                                                                    |
| Vallès Occidental                                                    | Partit Popular                                                       | 14.144                                                               | 5,55                                                                 | 1 / 39                                                               | =                                                                    |
| Vallès Occidental                                                    | Esquerra Republicana de Catalunya                                    | 7.739                                                                | 3,04                                                                 | 1 / 39                                                               | Nou                                                                  |
| Vallès Oriental                                                      | Convergència i Unió                                                  | 40.784                                                               | 34,58                                                                | 14 / 33                                                              | 3                                                                    |
| Vallès Oriental                                                      | Partit dels Socialistes de Catalunya                                 | 45.858                                                               | 38,88                                                                | 12 / 33                                                              | 1                                                                    |
| Vallès Oriental                                                      | Iniciativa per Catalunya                                             | 11.348                                                               | 9,62                                                                 | 3 / 33                                                               | =                                                                    |
| Vallès Oriental                                                      | Candidatures Vallès Oriental                                         | 5.777                                                                | 4,90                                                                 | 3 / 33                                                               | Nou                                                                  |
| Vallès Oriental                                                      | Esquerra Republicana de Catalunya                                    | 5.473                                                                | 4,64                                                                 | 1 / 33                                                               | Nou                                                                  |